# Суф'ян Амрабат
Суф'ян Амрабат (араб. سفيان أمرابط; нар. 21 серпня 1996, Гойзен, Нідерланди) — нідерландський і марокканський футболіст, півзахисник клубу «Фіорентина» та національної збірної Марокко. На правах оренди грає в Туреччині за «Фенербахче».
Брат Нордіна Амрабата.

## Клубна кар'єра
Народився 21 серпня 1996 року в місті Гойзен. Вихованець юнацьких команд футбольних клубів «Зойдфогельс» та «Утрехт».
У дорослому футболі дебютував 2015 року виступами за команду клубу «Утрехт», в якій провів два сезони, взявши участь у 42 матчах чемпіонату. Більшість часу, проведеного у складі «Утрехта», був основним гравцем команди.
До складу клубу «Феєнорд» приєднався 2017 року. 2017 та 2018 року став володарем Суперкубка Нідерландів, а 2018 року ще і кубка Нідерландів.
Того ж 2018 року перейшов до складу бельгійського «Брюгге». У складі цієї команди використовувався як гравець ротації, а 21 серпня 2019 року на умовах оренди з правом викупу став гравцем італійської «Верони». 31 січня 2020 року веронський клуб скористався правом викупу гравця і відразу ж узгодила його перехід до «Фіорентини». Сезон 2019/20 марокканець дограв за «Верону» на умовах оренди, а з початку наступного сезону приєднався до флорентійської команди.
1 вересня 2023 року за 10 мільйонів євро перейшов до «Манчестер Юнайтед» на умовах орендного договору, який передбачає можливість викупу прав на гравця за ще 20 мільйонів євро.
30 серпня 2024 року на правах оренди перейшов до турецького клубу «Фенербахче».

## Виступи за збірні
2010 року дебютував у складі юнацької збірної Нідерландів, взяв участь у 7 іграх на юнацькому рівні.
З 2013 року задіяний у системі збірних Марокко, дебютувавши у складі юнацької збірної Марокко.
2015 року дебютував у складі національної збірної Марокко у товариському матчі проти Тунісу. Зі збірною взяв участь у чемпіонаті світу 2018, де виходив на поле в одній грі. Згодом брав участь й у чемпіонаті світу 2022, де вже був гравцем основного складу, зробивши внесок у значний успіх марокканців, які дійшли до півфінальної стадії.
| Дата       | Місто                | Господарі                        | Результат               | Гості                            | Турнір                                      | Голи | Примітки |
| ---------- | -------------------- | -------------------------------- | ----------------------- | -------------------------------- | ------------------------------------------- | ---- | -------- |
| 28-3-2017  | Марракеш             | Марокко                          | 1 – 0                   | Туніс                            | товариський матч                            | -    |          |
| 11-11-2017 | Абіджан              | Кот-д'Івуар                      | 0 – 2                   | Марокко                          | Відбір до ЧС 2018                           | -    | 82'      |
| 23-3-2018  | Турин                | Сербія                           | 1 – 2                   | Марокко                          | товариський матч                            | -    | 83'      |
| 27-3-2018  | Касабланка           | Марокко                          | 2 – 0                   | Узбекистан                       | товариський матч                            | -    |          |
| 31-5-2018  | Женева               | Марокко                          | 0 – 0                   | Україна                          | товариський матч                            | -    | 83'      |
| 9-6-2018   | Таллінн              | Естонія                          | 1 – 3                   | Марокко                          | товариський матч                            | -    | 63'      |
| 15-6-2018  | Санкт-Петербург      | Марокко                          | 0 – 1                   | Іран                             | ЧС 2018 - 1-й етап                          | -    | 76'      |
| 16-10-2018 | Міцаміулі            | Коморські Острови                | 2 – 2                   | Марокко                          | Відбір до Кубка африканських націй 2019     | -    |          |
| 6-9-2019   | Марракеш             | Марокко                          | 1 – 1                   | Буркіна-Фасо                     | товариський матч                            | -    | 80'      |
| 10-9-2019  | Марракеш             | Марокко                          | 1 – 0                   | Нігер                            | товариський матч                            | -    | 84'      |
| 11-10-2019 | Уджда                | Марокко                          | 1 – 1                   | Лівія                            | товариський матч                            | -    |          |
| 15-10-2019 | Танжер               | Марокко                          | 2 – 3                   | Габон                            | товариський матч                            | -    | 46'      |
| 15-11-2019 | Рабат                | Марокко                          | 0 – 0                   | Мавританія                       | Відбір до Кубка африканських націй 2021     | -    | 59'      |
| 19-11-2019 | Бужумбура            | Бурунді                          | 0 – 3                   | Марокко                          | Відбір до Кубка африканських націй 2021     | -    |          |
| 9-10-2020  | Рабат                | Марокко                          | 3 – 1                   | Сенегал                          | товариський матч                            | -    |          |
| 13-10-2020 | Рабат                | Марокко                          | 1 – 1                   | ДР Конго                         | товариський матч                            | -    | 82'      |
| 12-11-2020 | Касабланка           | Марокко                          | 4 – 1                   | Центральноафриканська Республіка | Відбір до Кубка африканських націй 2021     | -    |          |
| 17-11-2020 | Дуала                | Центральноафриканська Республіка | 0 – 2                   | Марокко                          | Відбір до Кубка африканських націй 2021     | -    |          |
| 26-3-2021  | Нуакшот              | Мавританія                       | 0 – 0                   | Марокко                          | Відбір до Кубка африканських націй 2021     | -    | 46'      |
| 30-3-2021  | Рабат                | Марокко                          | 1 – 0                   | Бурунді                          | Відбір до Кубка африканських націй 2021     | -    | 77'      |
| 8-6-2021   | Рабат                | Марокко                          | 1 – 0                   | Гана                             | товариський матч                            | -    | 76'      |
| 2-9-2021   | Рабат                | Марокко                          | 2 – 0                   | Судан                            | Відбір до ЧС 2022                           | -    | 70'      |
| 6-10-2021  | Рабат                | Марокко                          | 5 – 0                   | Гвінея-Бісау                     | Відбір до ЧС 2022                           | -    |          |
| 9-10-2021  | Бісау                | Гвінея-Бісау                     | 0 – 3                   | Марокко                          | Відбір до ЧС 2022                           | -    |          |
| 12-10-2021 | Рабат                | Гвінея                           | 1 – 4                   | Марокко                          | Відбір до ЧС 2022                           | -    |          |
| 12-11-2021 | Рабат                | Судан                            | 0 – 3                   | Марокко                          | Відбір до ЧС 2022                           | -    |          |
| 16-11-2021 | Рабат                | Марокко                          | 3 – 0                   | Гвінея                           | Відбір до ЧС 2022                           | -    |          |
| 10-1-2022  | Яунде                | Марокко                          | 1 – 0                   | Гана                             | Кубок африканських націй 2021 - 1-й етап    | -    | 90'      |
| 14-1-2022  | Яунде                | Марокко                          | 2 – 0                   | Коморські Острови                | Кубок африканських націй 2021 - 1-й етап    | -    |          |
| 18-1-2022  | Яунде                | Габон                            | 2 – 2                   | Марокко                          | Кубок африканських націй 2021 - 1-й етап    | -    | 38'      |
| 25-1-2022  | Яунде                | Марокко                          | 2 – 1                   | Малаві                           | Кубок африканських націй 2021 - 1/8 фіналу  | -    |          |
| 30-1-2022  | Яунде                | Єгипет                           | 2 – 1 д.ч.              | Марокко                          | Кубок африканських націй 2021 - чвертьфінал | -    |          |
| 25-3-2022  | Кіншаса              | ДР Конго                         | 1 – 1                   | Марокко                          | Відбір до ЧС 2022                           | -    |          |
| 29-3-2022  | Касабланка           | Марокко                          | 4 – 1                   | ДР Конго                         | Відбір до ЧС 2022                           | -    | 25'      |
| 1-6-2022   | Цинциннаті           | США                              | 3 – 0                   | Марокко                          | товариський матч                            | -    | 69'      |
| 9-6-2022   | Рабат                | Марокко                          | 2 – 1                   | ПАР                              | Відбір до Кубка африканських націй 2023     | -    |          |
| 23-9-2022  | Курналя-да-Льобрегат | Марокко                          | 2 – 0                   | Чилі                             | товариський матч                            | -    | 82'      |
| 27-9-2022  | Севілья              | Парагвай                         | 0 – 0                   | Марокко                          | товариський матч                            | -    | 84'      |
| 17-11-2022 | Шарджа (місто)       | Марокко                          | 3 – 0                   | Грузія                           | товариський матч                            | -    | 46'      |
| 23-11-2022 | Ель-Хаур             | Марокко                          | 0 – 0                   | Хорватія                         | ЧС 2022 - 1-й етап                          | -    | 78'      |
| 27-11-2022 | Доха                 | Бельгія                          | 0 – 2                   | Марокко                          | ЧС 2022 - 1-й етап                          | -    |          |
| 1-12-2022  | Доха                 | Канада                           | 1 – 2                   | Марокко                          | ЧС 2022 - 1-й етап                          | -    |          |
| 6-12-2022  | Ер-Раян              | Марокко                          | 0 – 0 д.ч. (3 – 0 п.п.) | Іспанія                          | ЧС 2022 - 1/8 фіналу                        | -    |          |
| 10-12-2022 | Доха                 | Марокко                          | 1 – 0                   | Португалія                       | ЧС 2022 - чвертьфінал                       | -    |          |
| 14-12-2022 | Ель-Хаур             | Франція                          | 2 – 0                   | Марокко                          | ЧС 2022 - півфінал                          | -    |          |
| 17-12-2022 | Ер-Раян              | Хорватія                         | 2 – 1                   | Марокко                          | ЧС 2022 - матч за 3-тє місце                | -    |          |
| 25-3-2023  | Танжер               | Марокко                          | 2 – 1                   | Бразилія                         | товариський матч                            | -    | 42'      |
| 28-3-2023  | Мадрид               | Марокко                          | 0 – 0                   | Перу                             | товариський матч                            | -    |          |
| 12-6-2023  | Рабат                | Марокко                          | 0 – 0                   | Кабо-Верде                       | товариський матч                            | -    | 55'      |
| Усього     |                      | Матчів                           | 49                      |                                  | Голів                                       | 0    |          |

## Титули і досягнення
- Володар Кубка Нідерландів (1):

«Феєнорд»: 2017-18
- Володар Суперкубка Нідерландів (2):

«Феєнорд»: 2017, 2018